# Epígenes de Bizancio
Epígenes de Bizancio (griego: Έπιγένης; fechas desconocidas, hacia el 200 a. C.) era un astrólogo griego. Parece haber sido uno de los principales defensores de la astrología, que a pesar de ser denostada por numerosos intelectuales griegos, había sido aceptada y adoptada desde el siglo séptimo a. C. a través del contacto comercial con los caldeos de Babilonia.
No está clara la época en la que pudo haber vivido Epígenes -se ha conjeturado con diversas fechas, desde la época del emperador Augusto; hasta algunos siglos antes- pero sí se sabe que era conocido por sus refinados estudios astrológicos, definiendo Saturno, por ejemplo, como "frío y ventoso".  Junto con Apolonio de Mindo y Artemidoro de Pario,  presumía de haber sido instruido por los sacerdotes-astrólogos caldeos, muchos de los cuales se trasladaron a Grecia cuando los puertos de Egipto se abrieron a los barcos griegos después del año 640 a. C.
La afirmación de Epígenes de haber sido educado por los caldeos proviene de los escritos de Séneca. Plinio el Viejo también dejó escrito que Epígenes atestigua el hecho de que los caldeos habían preservado sus observaciones astrales en inscripciones sobre tablillas de barro cocido (coctilibus laterculis) a lo largo de un periodo de 720 años. Plinio cita a Epígenes como una autoridad principal a través de fuentes escritas (gravis auctor imprimis).

## Eponimia
- El cráter lunar Epigenes lleva este nombre en su memoria.